# Ghirlandina
La Ghirlandina (in modenese Ghirlandèina) è una torre campanaria e civica del duomo della città di Modena. Alta 86,12 metri,  è considerata un simbolo della città. Facente parte, insieme al duomo, di Piazza Grande, è stata inserita dal 1997 nella lista dei siti italiani patrimonio dell'umanità dall'UNESCO.

## Storia e descrizione

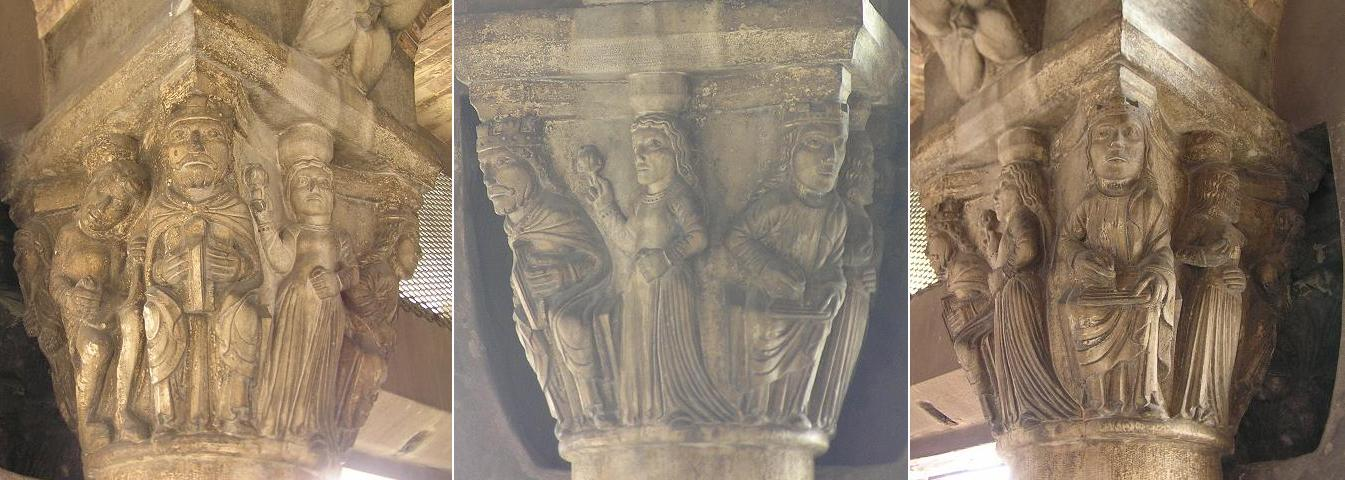
Capitello di Davide, nella Stanza dei Torresani, Ghirlandina.

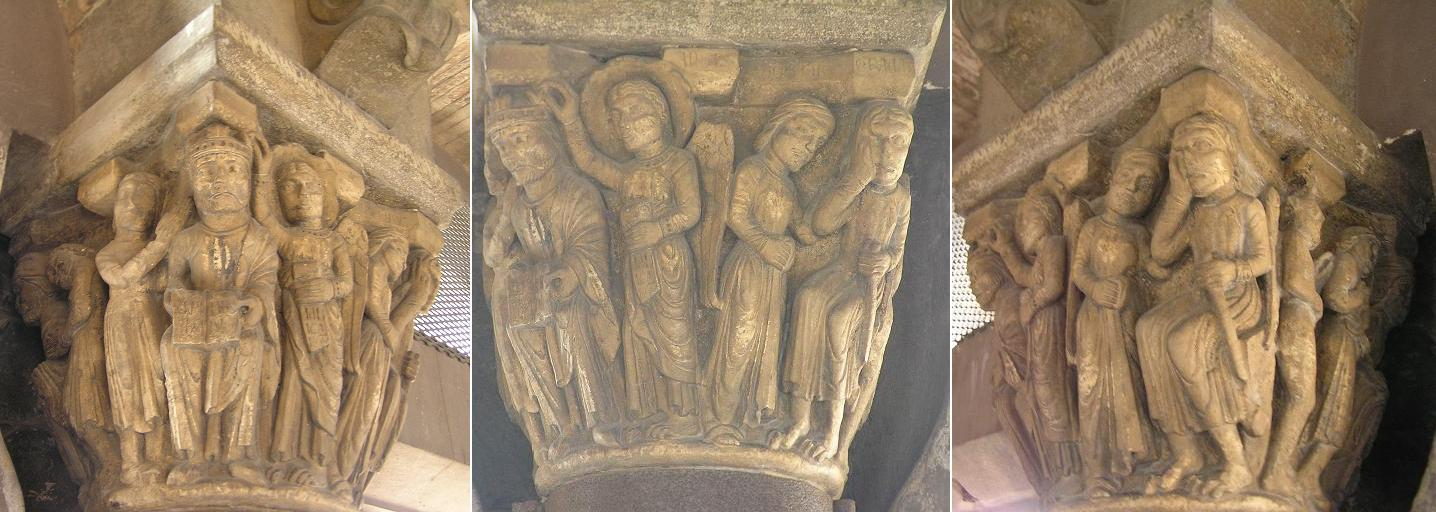
Capitello dei Giudici, nella Stanza dei Torresani.

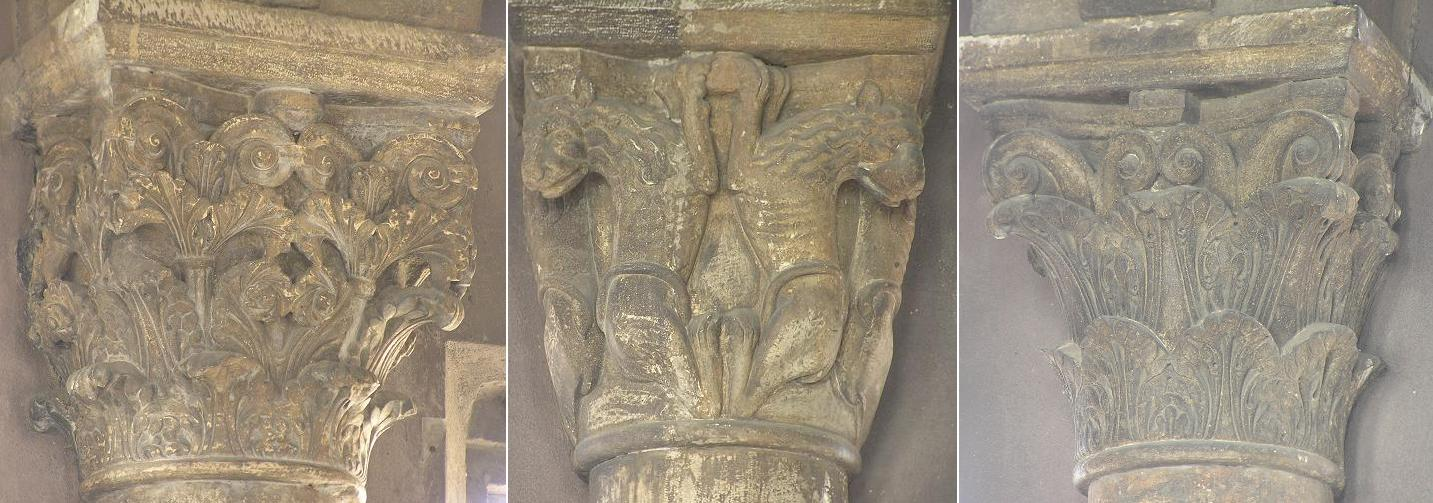
Altri tre diversi capitelli della Stanza dei Torresani.

L'originale Torre di San Geminiano, di pianta quadrata, fu innalzata su quattro piani insieme al duomo entro il 1130 circa, seguendo il progetto di Lanfranco. Incompleta e priva della cella campanaria, furono chiamati i maestri campionesi nel 1167 per il suo completamento. Questi aggiunsero il quinto piano entro il 1179 e quindi un sesto, sempre a base quadrata, a partire dal 1261. Nel secolo successivo, anche per motivi di rivalità con le torri bolognesi, fu introdotta la caratteristica punta ottagonale, secondo un disegno di Arrigo da Campione, che aggiornò lo stile della cattedrale e della torre al nuovo gusto gotico. La torre fu completata nel 1319, con l'aggiunta del globo dorato sulla sommità. La componente ottagonale è ornata da due "ghirlande", vale a dire due ringhiere di marmo, da cui il nome. 
All'interno, la "Sala della Secchia" (con affreschi del Quattrocento), custodisce una copia della celebre secchia rapita: testimonianza di quando la torre era sede dei forzieri e dei trofei del comune modenese.
Alla fine dell'Ottocento la torre fu oggetto di diversi interventi. Nel 1890 venne riparata la parte piramidale superiore esterna e nel 1893 dopo aver impiantato una grande armatura tutta intorno fu eseguito il rivestimento in marmo di Verona. I lavori terminarono nel 1897 e dopo il collaudo dell'ingegnere Giacomo Gallina del Regio Genio Civile la Ghirlandina tornò allo stupore dei modenesi e non, più bella che mai.
Nella piccola Piazza Torre che si affaccia su via Emilia, è collocato il sacrario partigiano e il Monumento ad Alessandro Tassoni, il più celebre dei poeti modenesi, autore del poema eroicomico La secchia rapita, in cui con suprema ironia si narrano le contese medievali tra modenesi e bolognesi. L'arguzia del personaggio è ben rappresentata nella posa della statua, realizzata nel 1860 dallo scultore modenese Alessandro Cavazza.
Le campane presenti sono 4, intonate secondo l’accordo maggiore alla bolognese di Reb3 (Reb3, Fa3, Lab3) con rinforzo di seconda (Mib3). Le due maggiori sono opera di Giovanni Battista ed Anchise Censori del 1639, mentre le due minori sono opera della fonderia De Poli di Vittorio Veneto del 1988. Ovviamente, a causa della pendenza della torre, le campane suonano a tirabattaglio: suonarono a distesa per l'ultima volta nel 1945, per festeggiare la liberazione da parte degli alleati di Modena
Nel 1938, dalla torre si buttò l'editore Angelo Fortunato Formiggini: il suo suicidio è stato, come scritto da Indro Montanelli e Mario Cervi in "L'Italia del Novecento", "la più alta e tragica protesta contro l'odiosa persecuzione" verso gli ebrei, causata dalle leggi razziali.

### I capitelli
Degni di nota anche i capitelli scolpiti della Stanza dei Torresani, al quinto piano.
- Capitello di Davide: due figure incoronate suonano degli strumenti circondati di danzatrici.
- Capitello dei Giudici: tre scene allegoriche con tre giudici. Il primo è corrotto (si fa dare una sacca di denaro da un uomo), il secondo è buono ed il terzo, con vicino Lucifero, è cattivo.
- Gli altri capitelli non pongono problemi interpretativi in quanto sono puramente decorativi.

## Restauro del 2008-2011

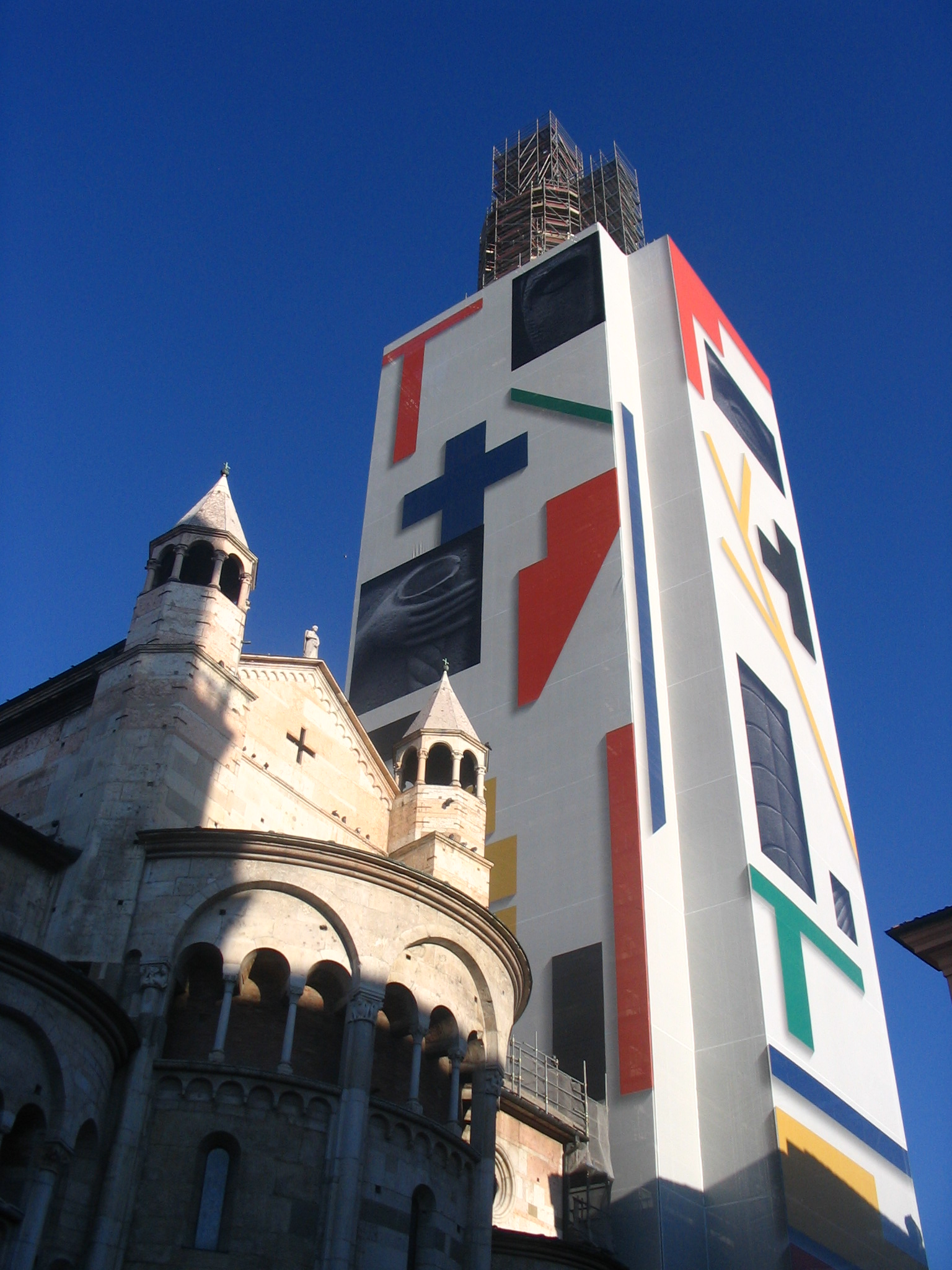
La Ghirlandina come appariva nel febbraio 2008.

Nel 2008 iniziarono, ad opera del Comune, i lavori di restauro del duomo e della torre campanaria che presentavano alcune lesioni. Mentre le impalcature attorno al duomo, rimasto in attività e visitabile per tutto il periodo del restauro, lasciavano intravedere l'architettura e in parte anche le famose lastre di Wiligelmo, il comune commissionò all'artista Mimmo Paladino una copertura provvisoria artistica in modo da coprire le impalcature della torre Ghirlandina, copertura costituita da un telone sul quale erano disegnate delle figure geometriche astratte di vari colori. La scelta suscitò una certa perplessità nella cittadinanza che ha lamentato la spesa eccessiva (circa 150 000 Euro) dovuta ai costi della realizzazione della copertura, ribattezzata scherzosamente come "torrone", per la somiglianza con il dolce natalizio e per il fatto che ricopriva la grande torre campanaria.
Nel settembre 2011, dopo la conclusione dei lavori di restauro, il telone fu tolto per permettere la rimozione delle impalcature dalla torre e l'11 novembre 2011, dopo oltre tre anni di restauro, la torre fu restituita alla cittadinanza. Il telone di Palladino è stato tagliato in piccoli pezzi, distribuiti alla cittadinanza per ricordo.